# Puchar Króla Tajlandii 1972
Puchar Króla Tajlandii 1972 – piąta edycja Pucharu Króla Tajlandii, odbyła się w dniach od 18 listopada do 28 listopada 1972 w Bangkoku. W finale zwyciężyła reprezentacja Malezji, pokonując gospodarzy 0:1.
Zdecydowano się na nietypowy format rozgrywek, w którym wszystkie zespoły zostały rozstawione w tylko jednej grupie. Po zakończeniu fazy grupowej zorganizowano także mecz finałowy, rozegrany pomiędzy pierwszą i drugą drużyną w tabeli, oraz mecz o trzecie miejsce, rozegrany pomiędzy zespołami zajmującymi odpowiednio miejsca trzecie i czwarte w tabeli.
Mecz o trzecie miejsce nie wyłonił zwycięzcy, jednak nie podjęto decyzji o jego powtórzeniu, a reprezentacje Korei Południowej i Singapuru zostały wspólnie uhonorowane trzecią pozycją w końcowej klasyfikacji.

## Uczestnicy
- Indonezja
- Korea Południowa
- Malezja
- Singapur
- Tajlandia

## Terminarz
| Zespół           | Pkt | M | W | R | P | Br+ | Br− | +/− |
| ---------------- | --- | - | - | - | - | --- | --- | --- |
| Tajlandia        | 6   | 4 | 3 | 0 | 1 | 8   | 2   | +6  |
| Malezja          | 6   | 4 | 3 | 0 | 1 | 7   | 4   | +3  |
| Korea Południowa | 5   | 4 | 2 | 1 | 1 | 7   | 3   | +4  |
| Singapur         | 2   | 4 | 1 | 0 | 3 | 2   | 9   | -7  |
| Indonezja        | 1   | 4 | 0 | 1 | 3 | 2   | 8   | -6  |

| 1 18 listopada 1972 | Korea Południowa | 4:1 | Malezja | Bangkok |
|                     |                  |     |         |         |

| 2 18 listopada 1972 | Singapur | 0:4 | Tajlandia | Bangkok |
|                     |          |     |           |         |

| 3 20 listopada 1972 | Indonezja | 1:2 | Singapur | Bangkok |
|                     |           |     |          |         |

| 4 20 listopada 1972 | Malezja | 2:0 | Tajlandia | Bangkok |
|                     |         |     |           |         |

| 5 22 listopada 1972 | Malezja | 2:0 | Singapur | Bangkok |
|                     |         |     |          |         |

| 6 22 listopada 1972 | Indonezja | 1:1 | Korea Południowa | Bangkok |
|                     |           |     |                  |         |

| 7 24 listopada 1972 | Korea Południowa | 2:0 | Singapur | Bangkok |
|                     |                  |     |          |         |

| 8 24 listopada 1972 | Indonezja | 0:3 | Tajlandia | Bangkok |
|                     |           |     |           |         |

| 9 26 listopada 1972 | Indonezja | 0:2 | Malezja | Bangkok |
|                     |           |     |         |         |

| 10 26 listopada 1972 | Korea Południowa | 0:1 | Tajlandia | Bangkok |
|                      |                  |     |           |         |

### Mecz o trzecie miejsce
| 11 28 listopada 1972 | Korea Południowa | 1:1 | Singapur | Bangkok |
|                      |                  |     |          |         |

### Finał
| 12 28 listopada 1972 | Tajlandia | 0:1 | Malezja | Bangkok |
|                      |           |     |         |         |

MISTRZ SEZONU 1972:

Malezja

PIERWSZY TYTUŁ